# Blechnum archboldii
Blechnum archboldii är en kambräkenväxtart som beskrevs av Carl Frederik Albert Christensen. Blechnum archboldii ingår i släktet Blechnum och familjen Blechnaceae. Inga underarter finns listade.